# Трг Светог Тројства (Сремска Митровица)
Трг Светог Тројства је трг у Сремској Митровици, који се налази у североисточном делу градског средишта. Трг је неправилног облика и велике површине. Због својих мера преуређен је као парк, тако да је тешко доживети доживљај трга.

## Настајање и изглед
Овај градски трг образован је почетком 18. века по доласку хабзбуршке власти на просторе Срема. Облик трга из тог времена је сачуван, издуженог пружања и широког отварања ка ободним улицама, нарочито ка Улици светог Димитрија. Преко ове улице трг је у вези са Тргом војвођанских биргада.
Трг је одмах намењен управној намени и око њега је подигнут низ управних зграда. У складу са наменом трга око њега се насељавало новопридошло становништво - Немци, Мађари, Русини, а на самом тргу подигнуте су римокатоличка црква светог Димитрија и гркокатоличка или „Русинска” црква Вазнесења Господњег.

## Споменик Пресветог Тројства
Споменик Пресветог Тројства подигнут је највероватније последњих деценија 19. века, у централном делу трга. Овај споменик меморијалног значаја представља непокретно културно добро и уврштен је у састав старог градског језгра Сремске Митровице.
Споменик припада јавној пластици и дело је непознатог аутора. Постављен је на тростепени постамент, споменик се састоји од три целине – квадратне основе стуба који се сужава при врху и скулпторске групе Светог тројства на самом врху.

## Трг данас
Иако су многе од старих зграда замењене новим трг и данас управно средиште града. Ту се налазе градска кућа и седиште округа, палата правде, пољопривредни завод „Петар Дрезгић”, завод за заштиту споменика културе, завод за запошљавање, служба катастра. Пре двадесетак година на северном делу трга изграђена је спортска хала и низ зграда. Средишњи део трга сагледава се као парк због густог дрвећа.